# 小齒球麗魚
小齒球麗魚為輻鰭魚綱鱸形目隆頭魚亞目慈鯛科的其中一種，被IUCN列為瀕為保育類動物，分布於非洲Tumba湖流域，體長可達15.2公分，棲息在底中層水域，以無脊椎動物、植物碎屑等為食，生活習性不明。

## 擴展閱讀
維基物種上的相關：小齒球麗魚